# Tekiyeh

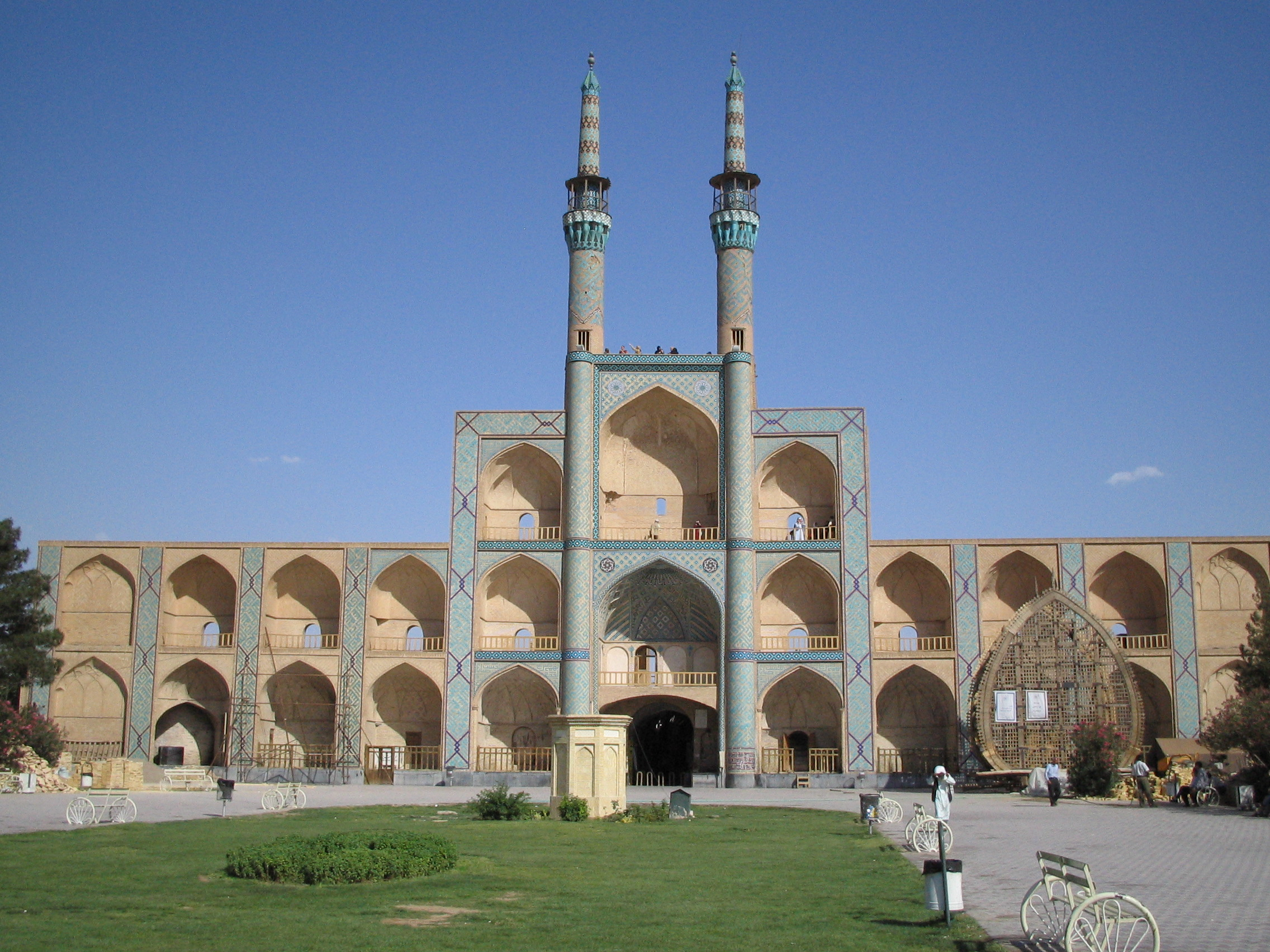
Tekiyeh Amir Chaqmaq in Yazd, Iran. Man beachte die Holzkonstruktion auf der rechten Seite, die während der religiösen Zeremonie verwendet wird.

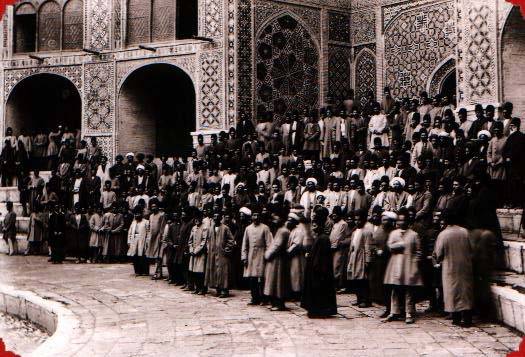
Tekiyeh Dolat in Teheran, das größte Tekiyeh der Kadscharen-Epoche.

Ein Tekiyeh  (persisch تكيه) ist ein Ort, wo die Schiiten sich versammeln, um ihres Märtyrers Al-Husain ibn 'Alī (Hossein im Iran genannt) zu gedenken; diese Zeremonien tragen den Namen Ta'ziya.
Diesen Stätten begegnet man vor allem im Iran. Sie sind traditionellerweise in persischer Architektur entworfen.
Man schätzt, dass Teheran in der Kadscharen-Epoche 50 Tekiyehs besaß.

## Beispiele
- Tekiyeh Amir Tschaqmaq, Yazd
- Tekiyeh Dolat, Teheran
- Tekiyeh Wély-Chan
- Tekiyeh Sipèhsalar